# Kulturåret 1741

## Födda
- 7 februari – Henry Fuseli (död 1825), schweizisk-brittisk bildkonstnär och författare,
- 8 februari – André Grétry (död 1813), belgisk-fransk kompositör.
- 20 mars – Jean-Antoine Houdon (död 1828), fransk skulptör
- 17 juli – Suzette Defoye, fransk teaterdirektör, balettdansös, operasångare och skådespelare.
- 10 augusti – Georg Haupt (död 1784), svensk konsthantverkare.
- okänt datum – Jacob Magnus Hultgren (död 1830), svensk tapet och dekorationsmålare.
- okänt datum – Anna Brita Wendelius (död 1804), svensk musiker och sångare,
- okänt datum – Mette Magrete Tvistman (död 1827), dansk konsthantverkare (urmakare).

## Avlidna
- 11 januari – Charles Porée (född 1675), fransk författare.
- 12 januari – David Richter d.y. (född 1664), svensk guldsmed och målare.
- 28 juli – Antonio Vivaldi (född 1678), italiensk tonsättare, violinist och präst.
- 26 november – Mikael Dahl d.y. (född omkring 1708), svensk-engelsk porträttmålare.